# ロバート・デヴィッド・ホール
ロバート・デヴィッド・ホール（Robert David Hall、1947年11月9日 - ）は、アメリカ合衆国の俳優。ニュージャージー州イースト・オレンジ出身。『CSI:科学捜査班』の検死官、アル・ロビンス役で知られる。

## 経歴
1971年、英文学の学位を取得し、カリフォルニア大学ロサンゼルス校を卒業。1978年、交通事故で大火傷を負い、義足での生活を余儀なくされる。
1983年デビュー。俳優業のほか、ギタリストなどのミュージシャンとしての一面もある。
2度の離婚歴があり、現在の妻 (Judy Sterns)とは1999年に結婚した。
『CSI:科学捜査班』では、シーズン1ではゲスト出演であったが、シーズン2よりレギュラー出演となった。

## 主な出演作品

### 映画
| 公開年 | 邦題 原題                                      | 役名                  | 備考 |
| ------ | ---------------------------------------------- | --------------------- | ---- |
| 1991   | 訴訟 Class Action                              | スティーヴン・ケレン  |      |
| 1993   | 水曜日に抱かれる女 Dream Lover                 | シーン                |      |
| 1997   | スターシップ・トゥルーパーズ Starship Troopers | Recruiting Sergeant   |      |
| 1998   | 交渉人 The Negotiator                          | Cale Wangro           |      |
| 2000   | バーキッツヴィル7 The Burkittsville 7          | デヴィッド・ホッパー  |      |
| 2002   | My Father's House                              | 松葉杖をついた男      |      |
| 2004   | PATIENT 14 戦慄の人体実験 The Eavesdropper     | I.R.B. Board Chairman |      |
| 2007   | CODE;GENE コード;ジーン The Gene Generation    | エイブラハム          |      |
| 2014   | Rock Stor                                      | コネリー議員          |      |

### テレビシリーズ
| 放映年    | 邦題 原題                                            | 役名                           | 備考          |
| --------- | ---------------------------------------------------- | ------------------------------ | ------------- |
| 1992-1994 | ビバリーヒルズ高校白書 Beverly Hills, 90210          | 教師                           | 3エピソード   |
| 1997      | ブルックリン74分署 Brooklyn South                    | ジョン                         | 1エピソード   |
| 1997      | サンフランシスコの空の下 Party of Five               | 役人                           | 1エピソード   |
| 1999-2001 | ザ・プラクティス ボストン弁護士ファイル The Practice | ブラッドレー・マイケルソン判事 | 4エピソード   |
| 2000      | ザ・ホワイトハウス The West Wing                     | デヴィッド・ネスラー           | 1エピソード   |
| 2000-2015 | CSI:科学捜査班 CSI: Crime Scene Investigation        | アル・ロビンス                 | 328エピソード |

### テレビアニメ
- 地上最強のエキスパートチーム G.I.ジョー (1985) - シャープ大佐役
- バットマン（1992、1998） - 部下役、レポーター役
- スーパーマン(2000) - レポーター役
- バットマン・ザ・フューチャー(2000)
- アバター 伝説の少年アン(2006)
- ザ・バットマン(2007) - パイロット役
- ベン10 オムニトリックスの秘密(2007) - アズマス役
- ベン10 エイリアンフォース(2009) -  ハイブリード・ガード役